# Karl Spitzenberg

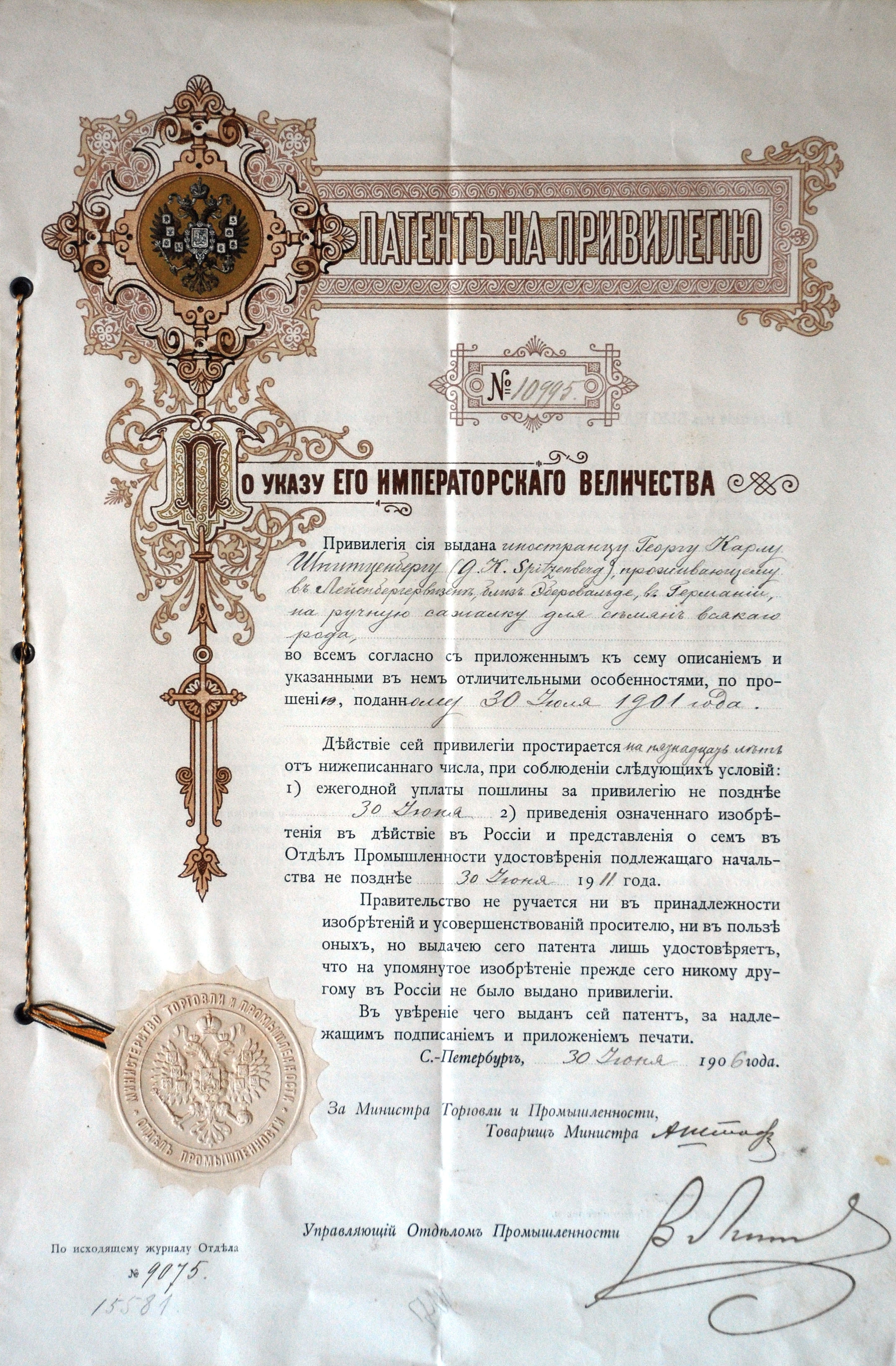
Patenturkunde Karl Spitzenberg Russland 1906

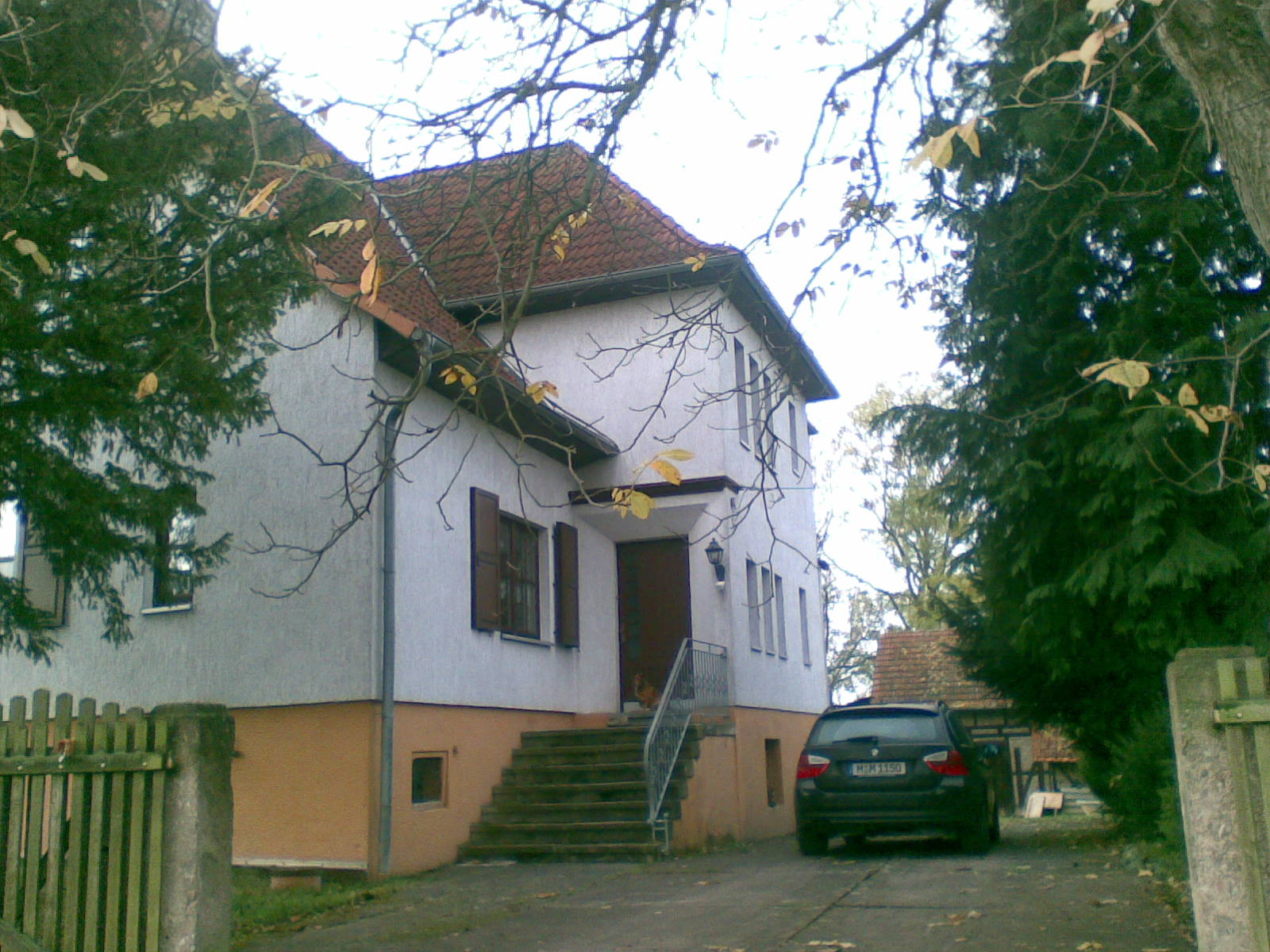
Haus von Karl Spitzenberg in Martinfeld

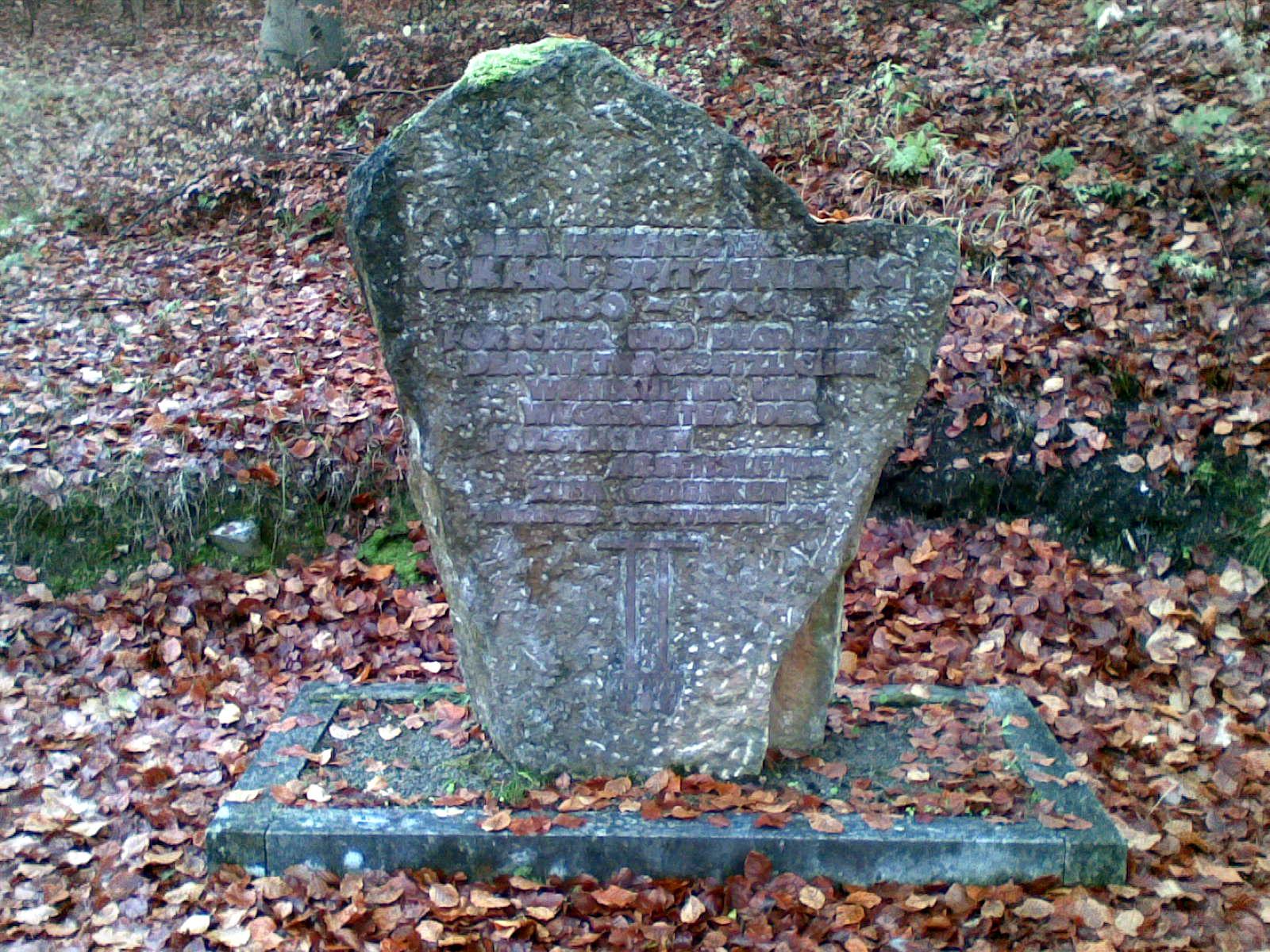
Gedenkstein Karl Spitzenberg in Martinfeld

Karl Georg Spitzenberg (* 5. Juli 1860 in Martinfeld, Eichsfeld; † 25. Januar 1944 ebenda) war ein deutscher Förster, Hegemeister, Erfinder und Wegbereiter der forstlichen Wühlkultur (Bodenbearbeitung, Saat mit Pflanzenzucht, Pflanzung, Schutz des gesäten Samens, Pflege der jungen Pflanzen und des Bodens).
Sein Lebenswerk umfasst das 1908 veröffentlichte Buch Mißgestaltung des Wurzelsystems der Kiefer und über Kulturmethoden sowie 34 Patente über Verfahren und Geräte, die ihm bis 1897 in 14 Ländern erteilt wurden. Die Spitzenbergschen Verfahren und Geräte gelangten auf nationalen und internationalen Ausstellungen zu großem Ansehen.

## Leben und Werk
Karl Spitzenberg wurde in Martinfeld  als jüngstes von sieben Kindern von Margaretha Spitzenberg, geb. Städler und Christoph Spitzenberg geboren.
1881 bestand er die 1. Forstliche Prüfung, 1888 die Försterprüfung. 1895 bis 1896 studierte er in Eisenach, bis 1898 in Tharandt. Seit
1896 arbeitete er am Ausbau des Wühlkulturverfahrens. Am 20. Dezember 1897 wurde er zum Förster ernannt und arbeitete von 1898 bis 1900 in Gohra, heute Ortsteil von Bergheide in der Niederlausitz, von 1903 bis 1907 in Steinbusch, heute Ortsteil von Dobiegniew in Polen und von 1907 bis 1928 in Zäckerick, dem heute polnischen Siekierki. Am 17. Oktober 1911 folgte die Ernennung zum Hegemeister. Ab 1926 ließ sich Karl Spitzenberg in seinem Geburtsort ein geräumiges Haus bauen, welches er im Ruhestand von 1928 bis zu seinem Tode bewohnte. In den Gärten rund um sein Martinfelder Haus führte er seine Forschungen bis zuletzt fort.
Sieben von Spitzenberg erfundene Geräte erhielten jeweils eine Goldmedaille auf der Weltausstellung 1893 in Chicago. Sie wurden auch bei der Berliner Gewerbeausstellung 1896 und der Weltausstellung 1904 in St. Louis sowie 1913 in Russland gezeigt.

## Ehrungen
Er erhielt 1924 die Ernennung zum ersten und einzigen Ehrenmitglied des deutschen Försterbundes. Die Straße zu seinem Haus wurde zu seinen Ehren in Spitzenbergweg umbenannt. Ebenfalls zu seinen Ehren wurde ein Gedenkstein oberhalb von Martinfeld in den Hängen des Martinfelder Schimberges gesetzt.

## Werke
- Die Spitzenberg'schen Kulturinstrumente, deren Wesen, Zweck und wirthschaftliche Bedeutung, nebst Anleitung für den praktischen Gebrauch unter specieller Berücksichtigung der Forstkultur. Parey, Berlin 1898
- Verbesserungsvorschläge für die Forstwirtschaft. Neumann, Neudamm 1935